# Johnny Coles
Johnny Coles (3. července 1926, Trenton, New Jersey, USA – 21. prosince 1997, Filadelfie, Pensylvánie) byl americký jazzový trumpetista. 
Hudbě se profesionálně začal věnovat ve druhé polovině čtyřicátých let. Roku 1948 se stal členem doprovodné skupiny saxofonisty Eddieho Vinsona, kde zůstal do roku 1951. Následně hrál s Bull Moose Jacksonem, Earlem Bosticem a v letech 1956 až 1958 doprovázel saxofonistu Jamese Moodyho. Od roku 1958 hrál šest let v orchestru Gila Evanse, díky kterému hrál například i na albech Milese Davise nazvaných Porgy and Bess (1958) a Sketches of Spain (1960). Později hrál s mnoha dalšími hudebníky, mezi které patří Herbie Hancock, Tina Brooks, Booker Ervin nebo Charles Mingus.